# Polystichtis caecina
Polystichtis caecina är en fjärilsart som beskrevs av Felder 1865. Polystichtis caecina ingår i släktet Polystichtis och familjen Riodinidae. Inga underarter finns listade i Catalogue of Life.